# Muchachas que estudian
Muchachas que estudian es una película de Argentina en blanco y negro dirigida por Manuel Romero según su propio guion que se estrenó el 6 de septiembre de 1939 y que tuvo como protagonistas a Sofía Bozán, Enrique Serrano, Alicia Vignoli, Delia Garcés, Pepita Serrador y Alicia Barrié.

## Sinopsis
Un grupo de muchachas que comparten un departamento anteponen el estudio al amor pero terminarán enamoradas.

## Reparto
- Sofía Bozán...	Luisa
- Enrique Serrano...	Profesor Castro
- Alicia Vignoli...	Mercedes
- Delia Garcés...	Alcira
- Pepita Serrador...	Ana Del Valle
- Alicia Barrié...	Isabel
- Ernesto Raquén...	Ricardo López
- Enrique Roldán...	Emilio
- Ana May...	Dolores
- Perla Mux...	Lucy
- Carmen del Moral...	Magda
- Carlos Tajes...	Pedro
- Roberto Blanco...	Tolo
- Armando Durán...	Carlos
- Mary Dormal...	Madre de Isabel
- Alberto Terrones...	Padre de Isabel

## Comentarios
Para Ulyses Petit de Murat el director en esta película "recupera el sentido del tiempo que corrersponde a sus libretos. Rara vez se demora en una escena" y Manrupe y Portela opinan: "una nueva incursión del director por el mundo femenino, con ritmo, risa fácil y un poco de folletín".